# Punam Gurung
Punam Gurung (* 17. Oktober 1992) ist eine nepalesische Badmintonspielerin. 

## Karriere
Punam Gurung gewann bei den Südasienspielen 2010 Bronze mit dem nepalesischen Damenteam. 2014 qualifizierte sie sich für die Asienspiele und stand dort mit der Damennationalmannschaft ihres Landes im Achtelfinale. 2011 startete sie wie 2009 bei den Junioren-Asienmeisterschaften. 2016, 2017 und 2018 war sie bei den Nepal International am Start, mit einem Achtelfinalplatz 2018 als bestes Resultat.